# Хиль Мансано, Хесус
Хесус Хиль Мансано (исп. Jesús Gil Manzano; род. 4 февраля 1984, Дон-Бенито, Эстремадура) — испанский футбольный судья. Арбитр ФИФА с 2014 года.

## Карьера
Дебют Хесуса в Ла Лиге состоялся 25 августа 2012 года в матче между «Малагой» и «Мальоркой». На международной арене дебютировал в сезоне Лиги Европы УЕФА 2014/2015 в матче 2-го квалификационного раунда между «Кошице» и либерецким «Слованом». 23 сентября 2018 года в матче «Барселоны» против «Жироны», Лионель Месси отказался жать ему руку после матча. 
Судил финальные этапы Чемпионата Европы по футболу среди молодёжных команд 2017 и Чемпионата мира по футболу среди молодёжных команд 2019.
В апреле 2024 года был отобран одним из главных арбитров в числе 19 судейских бригад для обслуживания матчей Чемпионата Европы по футболу, который прошёл в июне-июле 2024 года на футбольных полях Германии.

### Чемпионат Европы 2024
| Стадия         | Дата         | Город       | Стадион            | Команда 1 | Результат | Команда 2 | Предупреждён | Red card | Пенальти |
| -------------- | ------------ | ----------- | ------------------ | --------- | --------- | --------- | ------------ | -------- | -------- |
| Групповой этап | 17 июня 2024 | Дюссельдорф | Меркур Шпиль-Арена | Австрия   | 0:1 (0:1) | Франция   | 5 - 2        | 0 - 0    | 0 - 0    |